# يفون كوريفو
يفون كوريفو هو لاعب هوكي الجليد كندي، ولد في 8 فبراير 1967 في ويلاند في كندا.

## وصلات خارجية
- يفون كوريفو على موقع دوري الهوكي الوطني (الإنجليزية)
- يفون كوريفو على موقع قاعة مشاهير الهوكي (لاعب أن.إتش.أل) (الإنجليزية)
- يفون كوريفو على موقع EliteProspects.com (الإنجليزية)
- يفون كوريفو على موقع Eurohockey.com (الإنجليزية)
- يفون كوريفو على موقع HockeyDB.com (الإنجليزية)
- يفون كوريفو على موقع Hockey-Reference.com (الإنجليزية)